# 運命の女 (2002年の映画)
『運命の女』（うんめいのおんな、Unfaithful）は、2002年のアメリカ合衆国の官能サスペンス映画。監督はエイドリアン・ライン、出演はダイアン・レイン、リチャード・ギア、オリヴィエ・マルティネスなど。1969年のフランス映画『不貞の女』（監督はクロード・シャブロル、日本では劇場未公開）のリメイクで、若い男との情事に溺れていく専業主婦の女性と、それを知った夫を描いている。
ダイアン・レインが第37回全米映画批評家協会賞で主演女優賞を受賞し、第75回アカデミー賞で主演女優賞にノミネートされた。

## ストーリー
ニューヨーク郊外に住む専業主婦のコンスタンスは、夫のエドワードと幼い息子のチャーリーの三人で、平凡だが幸せな家庭を築いていた。ある日、息子の誕生日プレゼントを買いにソーホーに出かけたコンスタンスは、書籍ディーラーだというフランス人の青年ポールとぶつかってしまう。膝を怪我したコンスタンスを近所だからとアパートに招き、治療をするポール。魅力的で若いポールに惹かれたコンスタンスは夫に内緒でアパートを訪れ、深い関係になって行った。ポールに他のセックスフレンドがいることを知っても関係を断てないコンスタンス。
妻の態度に疑念を抱き、私立探偵に探らせて浮気を知る夫のエドワード。ポールのアパートを訪ねて対峙したエドワードは、自分が妻に贈った大ぶりなスノードームが室内にあるのを見てカッとなり、そのスノードームでポールを殴り殺してしまった。そこへ留守電で、涙ながらに別れを告げて来るコンスタンス。
ポールの遺体を絨毯に包んで自分の車のトランクに積み、息子の学芸会の観覧に向かうエドワード。他の保護者の車に追突されてトランクが開きかけ、慌ててその場から車を移動させたエドワードは、その日の深夜に遺体を密かにゴミ処理場に遺棄した。
行方不明になったポールの部屋からコンスタンスの電話番号が発見され、刑事が事情を聞きに訪れた。本を買おうとしただけだと誤魔化すコンスタンス。だが、ポールの遺体が発見され、警察は殺人事件で動き出した。夫の服をクリーニングに出した時、ポケットから私立探偵が撮影した自分とポールのデート写真を見つけたコンスタンスは、夫に疑いの目を向け始めた。
ポールを殺したのかとコンスタンスに問い詰められ、殺したかったのは家族を裏切ったコンスタンスだと責めるエドワード。反論できずに謝るコンスタンス。自首すると言うエドワードを止めたコンスタンスは、共に乗り越えようと夫婦の絆を深めて行った。外国に逃げて名前を変えて暮らそうと夢のような提案をするコンスタンス。だが、涙ながらに語り合う夫婦が乗ったマイカーは警察署の前に停まっていた。

## 登場人物
コニー・サムナー
演 - ダイアン・レイン
専業主婦。教育方針はいささか厳しい。
エドワード・サムナー
演 - リチャード・ギア
コニーの夫。会社経営者。
ポール・マーテル
演 - オリヴィエ・マルティネス
コニーの浮気相手。既婚者のフランス人男性。7月で28歳に。
チャーリー・サムナー
演 - エリック・パー・サリヴァン
コニーとエドワードの息子。もうじき9歳。活発な性格で格闘番組が好き。
ビル・ストーン
演 - チャド・ロウ
エドワードの部下。
トレーシー
演 - ケイト・バートン
コニーの友人。
フランク・ウィルソン
演 - ドミニク・キアネーゼ
探偵。
サリー
演 - マーガレット・コリン
コニーの友人。
ディーン
演 - ジェリコ・イヴァネク
ニューヨーク市警の刑事。

## キャスト
| 役名                 | 俳優                       | 日本語吹替 | 日本語吹替   |
| 役名                 | 俳優                       | ソフト版   | テレビ朝日版 |
| -------------------- | -------------------------- | ---------- | ------------ |
| コニー・サムナー     | ダイアン・レイン           | 山像かおり | 佐々木優子   |
| エドワード・サムナー | リチャード・ギア           | 森田順平   | 菅生隆之     |
| ポール・マーテル     | オリヴィエ・マルティネス   | 猪野学     | 津田健次郎   |
| チャーリー・サムナー | エリック・パー・サリヴァン | 近藤玲子   | 津村まこと   |
| ビル・ストーン       | チャド・ロウ               | 横堀悦夫   | 村治学       |
| トレーシー           | ケイト・バートン           | 一柳みる   | 宮寺智子     |
| フランク・ウィルソン | ドミニク・キアネーゼ       |            | 浦山迅       |
| サリー               | マーガレット・コリン       | 横尾まり   | 藤生聖子     |
| ディーン刑事         | ジェリコ・イヴァネク       | 仲野裕     | 長島雄一     |
| リンゼイ             | ミシェル・モナハン         |            |              |
| ジョシュ             | マイケル・エマーソン       |            |              |
| ベス                 | リサ・エメリー             |            |              |

- ソフト版：VHS・DVD・BD収録
- テレビ朝日版：初回放送2006年7月16日『日曜洋画劇場』

## 作品の評価
Rotten Tomatoesによれば、165件の評論のうち、高評価は50%にあたる83件で、平均点は10点満点中5.8点、批評家の一致した見解は「ダイアン・レインはこの役で輝いているが、この映画はこのジャンルに何も新しいものを加えておらず、決着のつけ方も満足のいくものではない。」となっている。
Metacriticによれば、34件の評論のうち、高評価は23件、賛否混在は8件、低評価は3件で、平均点は100点満点中63点となっている。